# Jošiko Nakajama
Jošiko Nakajama (japanski 中山慶子, Nakajama Jošiko; eng. Yoshiko Nakayama ili Nakayama Yoshiko) (16. siječnja 1836. – 5. listopada 1907.) bila je konkubina japanskog cara Komeija te majka cara Meiđija. Bila je kćer Tadajasua Nakajame.
Pokopana je u Tokiju.